# Sonora (Mato Grosso do Sul)
Sonora, amtlich Município de Sonora, ist eine Stadt im brasilianischen Bundesstaat Mato Grosso do Sul in der Mesoregion Central-Nord in der Mikroregion Alto Taquari.

## Geografie

### Lage
Die Stadt liegt 363 km von der Hauptstadt des Bundesstaates (Campo Grande) und 925 km von der Landeshauptstadt (Brasília) entfernt. Nachbarstädte sind Itiquira im Norden, Pedro Gomes und Coxim im Süden, Alto Araguaia im Osten und Corumbá und Coxim im Westen.

### Gewässer
Die Stadt steht unter dem Einfluss des Rio Paraná, der zum Flusssystem des Río de la Plata gehört.
Die wichtigsten Flüsse sind:  
- Rio Correntes: linker Nebenfluss des Rio Itiquira. Er ist 240 km lang.
- Rio Piquiri: linker Nebenfluss des Rio Correntes, der in Sonora entspringt

### Vegetation
Das Gebiet ist ein Teil der Cerrados (Savanne Zentralbrasiliens).

### Klima
In der Stadt herrscht tropisches Klimas (AW). Die durchschnittliche Temperatur liegen zwischen 20 °C und 24 °C. Es fällt zwischen 1000 und 1500 mm Niederschlag jährlich.

## Verkehr
Die Bundesstraße BR-163 führt durch die Stadt. Weiter südlich mündet auf sie die Landesstraße MS-213.

## Wirtschaft
Haupterwerbszweige sind Landwirtschaft und Tourismus.

## Durchschnittseinkommen und HDI
Das Durchschnittseinkommen lag 2011 bei 21.856 Real, der Index der menschlichen Entwicklung (HDI) bei 0,681.